# Гарбини Перейра, Мишел
Мишел Гарбини Перейра (порт.-браз. Michel Garbini Pereira), более известный как Мишел (порт.-браз. Michel; род. 9 июня 1981, Витория) — бразильский футболист, защитник.

## Карьера
Мишел начал карьеру в клубе «Атлетико Минейро». Он не смог за четыре сезона стать основным игроком и в 2004 году перешёл в бельгийский «Стандард». Отыграв два сезона в Бельгии, Перейра вернулся на родину, где несколько сезонов выступал за «Атлетико Паранаэнсе».
Летом 2009 года Мишел присоединился к «Наутико Ресифи». 6 августа в матче против «Коринтианса» он дебютировал за новую команду. 29 августа в поединке против своего бывшего клуба «Атлетико Паранаэнсе» Мишел забил свой первый гол за «Наутико».
После окончания контракт Перейра несколько месяцев оставался без клуба. В мае он сыграл несколько матчей за «Вила-Нова». Летом Мишел подписал контракт с греческим «Арисом». 29 августа в матче против «Кавалы» он дебютировал в греческом Суперлиге. 22 декабря 2011 года в поединке Кубка Греции против «Пантракикоса» Мишел забил свой первый гол за команду из Солоников. За «Арис» он дебютировал в Лиге Европы.
19 февраля 2013 года Мишел подписал контракт с американским клубом «Даллас». 3 марта в матче против «Колорадо Рэпидз» он дебютировал в MLS. 19 мая в поединке против «Сиэтл Саундерс» Мишел забил свой первый гол за новую команду. По окончании сезона 2015 Даллас не стал продлевать контракт с Мишелом.
В январе 2016 года Мишел присоединился к клубу Североамериканской футбольной лиги «Райо ОКС». 3 июля в матче против канадского «Эдмонтона» он дебютировал в NASL. 14 июля в поединке против «Пуэрто-Рико» Мишел забил свой первый гол за «Райо ОКС». Позднее он был выбран капитаном команды.
В январе 2017 года Мишел подписал контракт с ФК «Майами». 23 апреля в матче против «Норт Каролины» он дебютировал за новую команду. 6 августа в поединке против «Норт Каролины» Мишел забил свой первый гол за «Майами».
1 февраля 2019 года Мишел вернулся в систему «Далласа», войдя в тренерский штаб его фарм-клуба в Лиге один ЮСЛ «Норт Тексас» в качестве ассистента.